# 李杜軒
李 杜軒（リー・ドゥーシェン、1988年4月21日 - ）は、台湾（中華民国）台北市の出身の元プロ野球選手（内野手）、野球指導者。右投右打。日本国内の高校へ3年間在学したため、NPBでは日本人選手として扱われている。
高校時代までの本名は李秉諺（リー・ビンイェン / Bing-Yen Lee）だったが、2007年の福岡ソフトバンクホークス入団を機に李杜軒へ改名。登録名は同年のシーズン中のみカタカナのトゥーシェン、2008年以降は李杜軒を用いている。
実父は、台湾プロ野球で左腕投手として8シーズン活躍した元プロ野球選手の李杜宏（リ・トゥーフォン）。実母の葉麗珠（イェ・リーツゥー）は、ソフトボールのチャイニーズタイペイ代表選手だった。

## 経歴

### プロ入り前
福林国小学校入学と同時に野球部へ入ると、「毎日、試合に出たい」という理由で内野手を希望した。6年生の時に全国選抜大会で優勝し、福岡ドームで開催されたアジア杯少年野球大会のチャイニーズタイペイ代表に選出され、3位の成績を残した。二重国中1年時には台北市代表に選出されて全国大会に出場し、優勝技能賞を獲得した。
台湾の衛星放送で阪神甲子園球場の高校野球全国大会中継を見たことや、実父が「（杜軒に）世界を見せたい」という教育方針を持っていたことから、中学校からの卒業を機に日本へ語学留学。岡山県共生高等学校に一般の留学生として進学した。
共生高校では、1年時の春から正三塁手、後に正遊撃手に定着。夏の選手権岡山大会までに、対外試合で10本塁打を放った。1年生対象の大会では、左翼、中堅、右翼方向に打球を飛ばし、1試合に3本塁打を記録。さらに、2年時の秋までに対外試合で47本塁打を放ったことから、練習試合でも勝負を避けられるようになった。高校通算で打率.525、53本塁打の成績を残したが、チームとしては1年秋の岡山県大会ベスト8が最高成績で春夏とも全国大会への出場には至らず、3年夏も県大会で3回戦敗退に終わった。一方、高校在学中に日本語検定3級を取得した。
共生高校へ3年間在籍したことによって、NPBの球団に日本人選手扱いで所属できる資格を満たしたため、高校3年生だった2006年の秋にプロ志望届を日本学生野球協会へ提出。同年のNPB高校生ドラフト会議で福岡ソフトバンクホークスから4巡目で指名されると、契約金4,000万円、年俸540万円（金額は推定）という条件で入団した。入団当初の背番号は45。

### ソフトバンク時代
2007年はウエスタン・リーグ公式戦で、二塁手や三塁手として30試合に出場。通算51打数で2本塁打、打率.255を記録した。
2008年はウエスタン・リーグ公式戦53試合に出場。一塁の守備にも就いたが、打率が.189にとどまるなど、打撃不振に陥った。
2009年は第2回ワールド・ベースボール・クラシック（WBC）の台湾代表候補に選ばれたため、2月の春季キャンプ中にオーストラリアでの代表合宿に参加したが、最終メンバーから外れた。ウエスタン・リーグ公式戦には、57試合の出場で、3本塁打、打率.241をマーク。7月23日のフレッシュオールスターゲーム（札幌ドーム）にも、同リーグ選抜の一員として出場した。
2010年、ウエスタン・リーグ公式戦86試合へ出場すると共に、通算301打席でリーグの最終規定打席に到達。打率.289（リーグ4位）、9本塁打（リーグ5位タイ）、47打点（リーグ2位）という好成績を残した。一軍公式戦への出場機会はなかったが、ウエスタン・リーグの公式戦では、外野の守備にも就いている。11月12日から11月27日まで中国・広州で行われた第16回アジア競技大会で台湾代表に選出された。11月14日の対パキスタン代表戦で途中出場、11月15日第3戦の対香港代表戦では8番左翼手で先発出場した。また、代表となったことで兵役も免除された。
2011年、ウエスタン・リーグ公式戦には98試合へ出場。通算360打席で最終規定打席、二塁手として規定試合数を満たした、打率.298（リーグ3位）、46打点（リーグ3位）の成績を残したが、一軍への昇格は見送られた。
2012年、6月22日の対北海道日本ハムファイターズ戦で、「8番・一塁手」としてスタメンで一軍公式戦にデビュー。翌6月23日の同カードでも「7番・一塁手」としてスタメンに起用されると、6回裏1死1・2塁で迎えた第3打席で乾真大から適時二塁打を放ったことによって、一軍公式戦での初安打と初打点を記録した。8回裏の第4打席では、四球で出塁した後に本塁へ生還。一軍公式戦初得点を記録するとともに、チームはこの得点で逆転勝利を収めた。6月28日に出場選手登録をいったん抹消されたが、7月17日に再登録。7月18日の対オリックス・バファローズ戦（いずれも福岡Yahoo! JAPANドーム）では、8回裏2死から一軍公式戦で初めて代打に起用されると、高宮和也からのソロ本塁打によって一軍公式戦初本塁打を記録した。以降の試合でも代打での起用が続いたが、9試合で16打数1安打と振るわず、8月25日以降は一軍から遠ざかった。一軍公式戦全体では、スタメンで8試合に出場。代打では、通算で7打席ながら、打率.667（6打数4安打）、1本塁打、1打点、出塁率.714という好成績を残した。その一方で、シーズン終了後に催された第3回WBCの予選ラウンドには、チャイニーズタイペイ代表の一員として代表チームの予選突破に貢献した。
2013年、第3回WBC本大会の最終メンバーから外れたが、NPBのレギュラーシーズンでは、5月9日から一軍へ昇格。5月18日の対阪神タイガース戦（甲子園）では、一軍公式戦で初めて二塁手としてのスタメン起用を果たすと、1本塁打を放つなどの活躍で自身初のマルチヒットを達成した。この試合を含むセ・パ交流戦では、他の選手と交互に1番（または2番）打者を任された末に、通算13試合の出場で打率.304（23打数7安打）、2本塁打、5打点をマーク。チーム4度目の交流戦優勝に貢献した。7月3日に出場選手登録を抹消されたが、7月24日の再登録後は、レギュラーシーズンの終了まで一軍に定着。一軍公式戦全体では、スタメンで18試合に出場した。チームで2番目に多い25試合に起用された代打では、打率.200（20打数4安打）、1打点ながら出塁率.360を記録。左投手相手の対戦では、通算64打席で打率.340（53打数18安打）、3本塁打を記録するなど相性が良く、スタメンへの起用も左投手の先発が予告された試合に限られた。その一方で、右投手相手の対戦では、通算で8打数無安打に終わった。シーズン終了後の11月には、台湾で開催された「2013 BASEBALL CHALLENGE 日本 VS チャイニーズ・タイペイ」に、チャイニーズタイペイ代表として全3試合に出場。一塁・二塁・三塁を守りながら、2試合にスタメンで出場すると、通算で打率.200（5打数1安打）、1打点、1得点、1四球、1失策を記録した。11月9日の試合では、8回裏に代打で起用されると、日本代表の髙木伴（当時はNTT東日本硬式野球部に所属）から適時打を放っている。
2014年、一軍公式戦には、5月21日から6月1日まで、通算5試合に出場。2試合にスタメンで起用されたが、通算9打数1安打と振るわず、シーズンの大半を二軍で過ごした。ウエスタン・リーグ公式戦では、86試合の出場で打率.263、7本塁打、34打点をマーク。二軍のリーグ優勝で迎えた千葉ロッテマリーンズとのファーム日本選手権（10月4日）では、黒沢翔太から勝ち越しのソロ本塁打を放ったことによって、優秀選手賞と本塁打賞を獲得した。
2015年、レギュラーシーズンの開幕前に左脇腹を痛めたが、4月8日に二軍対三軍の練習試合で実戦へ復帰。しかし、3日後に出場した広島東洋カープとのウエスタン・リーグ公式戦で、守備中に右肩を脱臼した。その後は右肩のリハビリに専念。10月4日に球団から支配下選手契約の解除を通告されたが、11月13日には、育成選手としての再契約と、背番号125への変更が発表された。
2016年、ウエスタン・リーグ公式戦41試合に出場したが、打率.191と振るわず、10月22日に球団から戦力外通告を受けた。10月31日にNPBから自由契約選手として公示されてからも、再契約には至らなかった。その一方で、11月下旬から12月中旬まで台湾で催されたアジア・ウィンター・リーグには、台湾アマチュアチームの一員として参加した。

### 台湾・富邦時代
2017年、中華職業棒球大聯盟（CPBL）の富邦ガーディアンズと二軍の試合のみに出場できる自行培訓選手として契約。背番号5を着用したが、二軍公式戦5試合の出場で8打数0安打という成績にとどまった。CPBLの規定に沿って、7月のCPBLドラフト会議で支配下登録を前提に富邦や他球団から指名される可能性もあったが、しかし、実際にはどの球団からも指名されず、シーズン途中で退団した。

### 富邦退団後
NPBへの復帰を模索。2017年12月に台湾の野球教室へ参加した際に、千葉ロッテマリーンズへの入団交渉に臨んでいることを明らかにした。
2018年2月1日から、ロッテの石垣島春季キャンプへ参加。ソフトバンク時代のチームメイトだった大隣憲司、前BCリーグ・富山サンダーバーズのフランシスコ・ペゲーロと共に入団テストを受験した。

### ロッテ時代
上記の入団テストに合格し、2018年2月16日付でロッテと正式に契約。2年振りのNPB復帰を果たした。支配下登録選手としての契約で、背番号は67。登録名については、契約の当初リー・トゥーシェンを使用していたが、オープン戦期間中の3月13日からソフトバンク時代の後期と同じ李杜軒へ変更している。
2018年、3月17日にZOZOマリンスタジアムで開かれた古巣・ソフトバンクとのオープン戦で、1点ビハインドの9回裏無死1塁から代打に起用。この打席で同点三塁打を記録したことをきっかけに、代打要員として、NPBでは初めての開幕一軍入りを果たした。4月6日の対日本ハム戦（東京ドーム）では、9回表の代打起用で2点適時打を放ち、NPBの一軍公式戦では4年振りの安打と打点をマーク。以降の試合でも代打で2安打を放ったが、4月27日付で出場選手登録を抹消された。
2019年のシーズン終了後に戦力外通告を受けて退団した。

### 琉球時代
2019年12月17日、NPB参入を目指し翌年から活動を開始する琉球ブルーオーシャンズへの入団が発表された。
2021年からは、選手を引退しコーチ専任として琉球と契約。内野守備・走塁・打撃コーチ補佐を務めたのち、7月2日から内野守備・打撃コーチに配置転換となった。8月に琉球球団関係者の多数が新型コロナウイルス感染症に感染し、また、複数のコーチ、選手による球団規律違反が判明したことで球団は活動休止に追い込まれた末、9月13日、球団との話し合いにより、李のコーチ契約が解除された。
2024年からは古巣ソフトバンクの台湾担当スカウトを務める。

## 選手としての特徴
プロ入り前は背筋力230kgを活かした高校通算53本塁打、打率.525のパワフルな打撃が持ち味だった。遠投は110メートル、50メートル走のタイムは6秒3だった。ドラフト指名当時、スカウト部長の小川一夫からは「ハンドワークが非常に柔らかい選手。右にも左にも打てる」「長打力や体の強さは井口資仁に匹敵する能力を持っている」と評価されていた。
ソフトバンク時代の2013年には、当時の二軍打撃コーチ・大道典良から、「チームで数少ない右の長距離打者」と評価されていた。

## 人物
愛称は「ぽっちゃLee」。
幼少期から台湾の衛星放送でホークス戦の中継を観戦した縁で、ホークスのファンになった。
好物はパンケーキで、専門店に足を運ぶほどである。
ソフトバンク時代の2009年から2014年までは、鳥越裕介内野守備走塁コーチ(当時)の勧めで、ソフトバンクのOBである井口資仁（当時はロッテの内野手）がオフシーズン中に主導していた自主トレーニングに参加。そのトレーニングに同行していた鳥谷敬から、筋力トレーニングへ取り組む姿勢も学んだという。ちなみに井口は、2017年シーズンで現役を引退すると、2018年シーズンからロッテの一軍監督へ就任。鳥越も、一軍ヘッド兼内野守備走塁コーチとして、ロッテに移籍した。李がロッテとの入団交渉中であることを伝えた台湾の報道では、前述した合同トレーニングや、NPBのオフシーズンに現地で開催する野球教室を通じて井口と親しい関係にあることが取り上げられていた。

## 詳細情報

### 年度別打撃成績
| 年 度    | 球 団        | 試 合 | 打 席 | 打 数 | 得 点 | 安 打 | 二 塁 打 | 三 塁 打 | 本 塁 打 | 塁 打 | 打 点 | 盗 塁 | 盗 塁 死 | 犠 打 | 犠 飛 | 四 球 | 敬 遠 | 死 球 | 三 振 | 併 殺 打 | 打 率 | 出 塁 率 | 長 打 率 | O P S |
| -------- | ------------ | ----- | ----- | ----- | ----- | ----- | -------- | -------- | -------- | ----- | ----- | ----- | -------- | ----- | ----- | ----- | ----- | ----- | ----- | -------- | ----- | -------- | -------- | ----- |
| 2012     | ソフトバンク | 15    | 33    | 29    | 3     | 6     | 3        | 0        | 1        | 12    | 3     | 0     | 0        | 0     | 0     | 4     | 0     | 0     | 8     | 2        | .207  | .303     | .414     | .717  |
| 2013     | ソフトバンク | 43    | 72    | 61    | 9     | 18    | 1        | 0        | 3        | 28    | 10    | 0     | 1        | 1     | 0     | 10    | 0     | 0     | 20    | 2        | .295  | .394     | .459     | .853  |
| 2014     | ソフトバンク | 5     | 9     | 9     | 0     | 1     | 0        | 0        | 0        | 1     | 0     | 0     | 0        | 0     | 0     | 0     | 0     | 0     | 6     | 0        | .111  | .111     | .111     | .222  |
| 2018     | ロッテ       | 11    | 18    | 16    | 0     | 3     | 1        | 0        | 0        | 4     | 3     | 0     | 0        | 0     | 0     | 2     | 0     | 0     | 8     | 0        | .188  | .278     | .250     | .528  |
| 2019     | ロッテ       | 1     | 1     | 1     | 0     | 0     | 0        | 0        | 0        | 0     | 0     | 0     | 0        | 0     | 0     | 0     | 0     | 0     | 1     | 0        | .000  | .000     | .000     | .000  |
| NPB：5年 | NPB：5年     | 75    | 133   | 116   | 12    | 28    | 5        | 0        | 4        | 45    | 16    | 0     | 1        | 1     | 0     | 16    | 0     | 0     | 43    | 4        | .241  | .333     | .388     | .721  |

- 2019年度シーズン終了時

### 年度別守備成績
| 年 度 | 一塁  | 一塁  | 一塁  | 一塁  | 一塁  | 一塁     | 二塁  | 二塁  | 二塁  | 二塁  | 二塁  | 二塁     | 三塁  | 三塁  | 三塁  | 三塁  | 三塁  | 三塁     | 外野  | 外野  | 外野  | 外野  | 外野  | 外野     |
| 年 度 | 試 合 | 刺 殺 | 補 殺 | 失 策 | 併 殺 | 守 備 率 | 試 合 | 刺 殺 | 補 殺 | 失 策 | 併 殺 | 守 備 率 | 試 合 | 刺 殺 | 補 殺 | 失 策 | 併 殺 | 守 備 率 | 試 合 | 刺 殺 | 補 殺 | 失 策 | 併 殺 | 守 備 率 |
| ----- | ----- | ----- | ----- | ----- | ----- | -------- | ----- | ----- | ----- | ----- | ----- | -------- | ----- | ----- | ----- | ----- | ----- | -------- | ----- | ----- | ----- | ----- | ----- | -------- |
| 2012  | 5     | 29    | 1     | 1     | 0     | .968     | -     | -     | -     | -     | -     | -        | 4     | 0     | 6     | 0     | 0     | 1.000    | -     | -     | -     | -     | -     | -        |
| 2013  | 5     | 16    | 2     | 0     | 3     | 1.000    | 16    | 13    | 22    | 1     | 5     | .972     | -     | -     | -     | -     | -     | -        | -     | -     | -     | -     | -     | -        |
| 2014  | 2     | 10    | 1     | 0     | 2     | 1.000    | 1     | 2     | 4     | 0     | 1     | 1.000    | -     | -     | -     | -     | -     | -        | -     | -     | -     | -     | -     | -        |
| 2018  | 1     | 7     | 0     | 0     | 0     | 1.000    | -     | -     | -     | -     | -     | -        | -     | -     | -     | -     | -     | -        | 1     | 1     | 0     | 0     | 0     | 1.000    |
| 通算  | 13    | 62    | 4     | 1     | 5     | .985     | 17    | 15    | 26    | 1     | 6     | .976     | 4     | 0     | 6     | 0     | 0     | 1.000    | 1     | 1     | 0     | 0     | 0     | 1.000    |

### 記録
- 初出場・初先発出場：2012年6月22日、対北海道日本ハムファイターズ7回戦（福岡Yahoo! JAPANドーム）、8番・一塁手で先発出場
- 初打席：同上、2回裏に斎藤佑樹から二飛
- 初安打・初打点：2012年6月23日、対北海道日本ハムファイターズ8回戦（福岡Yahoo! JAPANドーム）、6回裏に乾真大から右越適時二塁打
- 初本塁打：2012年7月18日、対オリックス・バファローズ15回戦（福岡Yahoo! JAPANドーム）、8回裏に高宮和也から左越ソロ

### 背番号
- 45 （2007年 - 2015年）
- 125 （2016年）
- 5 （2017年、2020年）
- 67 （2018年 - 2019年）
- 77 （2021年 - 同年9月13日）

### 登録名
- トゥーシェン （2007年）
- 李 杜軒 （リー トゥーシェン、2008年 - 2017年、2018年3月13日 - 2020年）
- リー・トゥーシェン（2018年 - 同年3月12日）

### 登場曲
- 「つけまつける」きゃりーぱみゅぱみゅ
- 「Hero」安室奈美恵 (2018年)

### 代表歴
- 2013 ワールド・ベースボール・クラシック・チャイニーズタイペイ代表（予選のみ）